# Estefania de Barcelone
Estefania de Barcelone  ou Étiennette de Barcelone.

## Biographie
Fille de Ramon Borrell  et d'Ermessende de Carcassonne.
Elle épouse 1) Roger Ier de Tosny puis 2) Garcia de Najera ou (Garcia IV de Navarre). 
Les informations concernant les deux mariages de Estefania de Barcelone (ou Étiennette de Barcelone) ne sont pas sûres. La page de Roger Ier de Tosny indique : (Le mariage barcelonais est incertain. Gotelina/Godehildis, l'épouse connue de Roger n'était pas espagnole mais est-ce sa première femme ?). D'autre part à la page Garcia IV de Navarre, il est indiqué que ce personnage épousa en 1038 Étiennette de Bigorre ou de Foix et non pas Estefania (ou Étiennette) de Barcelone. Mais il est permis d'avoir un doute sur cette Étiennette qui pourrait bien être, selon M. Chaume, historien bourguignon, Étiennette de Barcelone, (et non pas Étiennette de Foix), fille de Ermessende de Carcassonne et de Ramon Borrell qui épousa Garcia et devient reine de Navarre.